# Istidinolo deidrogenasi
La istidinolo deidrogenasi è un enzima appartenente alla classe delle ossidoreduttasi, che catalizza la seguente reazione:
L-istidinolo + 2 NAD+ ⇄ L-istidina + 2 NADH + 2 H+
Ossida anche l'L-istidinale. L'enzima di Neurospora crassa catalizza anche la reazione della fosforibosil-AMP cicloidrolasi e della fosforibosil-ATP difosfatasi